# أشا فيليب
أشا فيليب (بالإنجليزية: Asha Philip) هي ترامبولينية ‏ بريطانية، ولدت في 25 أكتوبر 1990 في Leyton ‏ في المملكة المتحدة.

## وصلات خارجية
- أشا فيليب على موقع الاتحاد الدولي لألعاب القوى (الإنجليزية)
- أشا فيليب على موقع الاتحاد البريطاني لألعاب القوى (الإنجليزية)
- أشا فيليب على موقع ThePowerOf10.info (الإنجليزية)
- أشا فيليب على موقع الدوري الماسي (الإنجليزية)
- أشا فيليب على موقع الاتحاد الدولي للجمباز (biography) (الإنجليزية)
- أشا فيليب على موقع اللجنة الأولمبية الدولية (الإنجليزية)
- أشا فيليب على موقع أوليمبيديا (الإنجليزية)
- أشا فيليب على موقع اللجنة الأولمبية البريطانية (الإنجليزية)
- أشا فيليب على موقع اتحاد ألعاب الكومنولث (مؤرشف) (الإنجليزية)
- أشا فيليب على موقع دورة ألعاب الكومنولث 2014 (مؤرشف) (الإنجليزية)